# Naver Whale
Naver Whale (Hangul: 네이버 웨일) là một phần mềm trình duyệt web của Hàn Quốc được phát triển bởi Naver Corporation, cũng có sẵn ngôn ngữ tiếng Anh. Nó có sẵn trên Android vào ngày 13 tháng 4 năm 2018.

## Đặc trưng
Vì trình duyệt Naver Whale dựa trên nền tảng của Chromium kể từ khi ra đời vào năm 2011 nên các ứng dụng của Google Chrome đều tương thích với trình duyệt này.
Các trang có thể được dịch thông qua dịch vụ Naver Papago và có thể dịch từ tiếng Hàn, tiếng Nhật và nhiều ngôn ngữ khác.
Trình duyệt Naver Whale có các tiện ích mở rộng riêng có thể được truy cập thông qua Whale Store.